# Loi portant lutte contre le dérèglement climatique et renforcement de la résilience face à ses effets
Pour les articles homonymes, voir Loi climat.
Lire en ligne

Texte sur Légifrance

La loi n° 2021-1104 portant lutte contre le dérèglement climatique et renforcement de la résilience face à ses effets, dite loi climat et résilience, est une loi française présentée par Barbara Pompili, ministre de la transition écologique dans le gouvernement Castex, et promulguée le 22 août 2021. 
Ses dispositions sont inspirées des propositions de la Convention citoyenne pour le climat, qui a siégé entre octobre 2019 et juin 2020, à la demande du président de la République, Emmanuel Macron, reprenant une demande du mouvement des Gilets jaunes,
« pour parvenir, dans un esprit de justice sociale, à diminuer d'ici 2030 les émissions de gaz à effet de serre de la France d'au moins 40 % par rapport à 1990 ».
La loi crée ou renforce plusieurs dispositifs emblématiques, à l'instar du zéro artificialisation nette (ZAN), des zones à faibles émissions (ZFE), et de l'interdiction échelonnée des passoires thermiques via le diagnostic de performance énergétique.  
Elle était accompagnée d’un projet de loi constitutionnelle (modifiant la Constitution française), abandonné faute d’accord entre les deux assemblées parlementaires.

## Processus de vote de la loi
Le gouvernement présente le 10 février 2021 le projet de loi portant lutte contre le dérèglement climatique et renforcement de la résilience face à ses effets. Il est adopté par l'Assemblée nationale le 4 mai, puis modifié et adopté par le Sénat le 29 juin. 
Le 20 juillet 2021, le Parlement adopte le projet de loi Climat et Résilience avec 233 voix en faveur et 35 voix contre le projet.
Le Conseil constitutionnel a censuré 14 articles adoptés selon une procédure contraire à la Constitution (cavaliers législatifs). Il a également restreint les possibilités offertes au gouvernement pour prendre par ordonnance des mesures relatives aux attestations en matière de respect des règles de construction, qui ne respectaient pas l'article 38 de la constitution.

### Structure
Le texte final comprend 305 articles, répartis en 8 titres, comme suit :
- Titre 1er : Atteindre les objectifs de l'accord de Paris et du pacte vert pour l'Europe : 1 article
- Titre II : Consommer : articles 2 à 29 (28 articles)
- Titre III : Produire et travailler : articles 30 à 102 (73 articles)
- Titre IV : Se déplacer : articles 103 à 147 (45 articles)
- Titre V : Se loger : article 148 à 251 (104 articles)
- Titre VI : Se nourrir : articles 252 à 278 (27 articles)
- Titre VII : Renforcer la protection judiciaire de l'environnement : articles 279 à 297 (19 articles)
- Titre VIII : Disposition relatives à l'évaluation climatique et environnementale : articles 298 à 305 (7 articles)

### Contenu par titre
Titre II - Consommer
- Un affichage destiné à apporter au consommateur une information relative aux impacts environnementaux ou aux impacts environnementaux et au respect de critères sociaux d'un bien, d'un service ou d'une catégorie de biens ou de services mis sur le marché national est rendu obligatoire.
- La publicité pour les énergies fossiles est interdite[6].
- Au 1er janvier 2030, les commerces de vente au détail dont la surface est supérieure ou égale à 400 m2 consacrent à la vente de produits présentés sans emballage primaire, y compris la vente en vrac au moins 20 % de leur surface de vente de produits de grande consommation.

Titre III - Produire et travailler
- La stratégie nationale de recherche doit être cohérente de la stratégie nationale bas carbone.
- Les marchés publics prennent en compte les considérations liées aux aspects environnementaux des travaux, services ou fournitures achetés.
- Le sujet de la transition écologique devient une des attributions du comité social et économique.
- Le droit minier est reformé « afin de développer un modèle extractif responsable et exemplaire » (ordonnances).
- La programmation pluriannuelle de l'énergie est déclinée par des objectifs régionaux de développement des énergies renouvelables, qui devront être pris en compte par les régions lors de l’élaboration des schémas régionaux d’aménagement, de développement durable et d’égalité des territoires.
- En vue de limiter les émissions de gaz à effet de serre d’ici 2030, l’article 24 du Chapitre IV intitulé Favoriser les Énergies Renouvelables propose, en complément de ce qui était déjà établi auparavant, à savoir une obligation pour les surfaces commerciales ou de bureaux nouvellement construites de plus de 1000m2, d’installer une toiture végétalisée ou solaire en vue de compenser l’emprise utilisée, d’abaisser ce seuil à 500m2. Ces infrastructures doivent ainsi être installées avant 2024[7].

Titre IV - Se déplacer
- Afin d’atteindre les objectifs de diminution des émissions de CO2 des véhicules, la prime à la conversion est étendue au vélo à assistance électrique[8].
- Les services aériens sont interdits sur des liaisons intérieures au territoire national, dès lors qu’un trajet alternatif, par un autre moyen de transport collectif, moins émetteur de CO2, existe en moins de 2h30[9].
- un enseignement à l’écoconduite est intégré dans le cadre des formations professionnelles initiale et continue des conducteurs de transport routier.

Titre V - Se loger
- Objectif « zéro artificialisation nette (ZAN) » : projet qui vise à réduire le rythme d’artificialisation par tranches de dix années. En particulier , l'article 191 fixe comme objectif de diviser par deux l'artificialisation sur les dix années suivant la publication de la présente loi, par rapport aux dix années précédentes.
- Création de nouvelles grandes surfaces commerciales est interdite, avec une dérogation possible pour une surface de vente inférieure à 10 000 m2[10].
- Stratégie nationale des aires protégées, qui devront couvrir 30 % du territoire.

Titre VI - Se nourrir
- Le plan national de l’alimentation et de la nutrition regroupe le programme national pour l'alimentation et le programme national nutrition santé.
- Un objectif de réduction de 13 % des émissions d’ammoniac en 2030 par rapport à 2005 et un objectif de réduction de 15 % des émissions de protoxyde d’azote en 2030 par rapport à 2015 sont définis[11].  Si ces objectifs de réduction des émissions ne sont pas atteints deux ans consécutifs, la loi préconise la mise en place d’une redevance sur l’usage des engrais, sujet ayant suscité de vifs débats entre l'Assemblée et le Sénat[12].

Titre VII - Renforcer la protection judiciaire de l'environnement
- Le délit d’écocide, comportement intentionnel ayant conduit à des atteintes graves et durables à l’environnement, est créé, dans le code de l'environnement.
- un bureau d'enquêtes et d'analyses sur les risques industriels est créé, c’est un engagement pris par le Gouvernement après l’incendie de l'usine Lubrizol à Rouen.

Titre VIII - Dispositions relatives à l’évaluation climatique et environnementale
- Au titre de sa mission d’assistance du Parlement dans l’évaluation des politiques publiques, la Cour des comptes évalue annuellement la mise en œuvre des mesures prévues par la présente loi, avec l’appui du Haut Conseil pour le climat.

## Projet de loi constitutionnelle
Le Gouvernement présente le 20 janvier 2021 un projet de loi constitutionnelle visant à ajouter la phrase « [La France] garantit la préservation de l’environnement et de la diversité biologique et lutte contre le dérèglement climatique. » à l’article premier de la Constitution.  Emmanuel Macron s’engage, si les deux chambres parlementaires adoptent le texte, à organiser un référendum pour l'approuver.
Le projet de loi est adopté par l’Assemblée nationale le 16 mars, sans modification. Les groupes La République en marche, Modem, socialiste, Agir ensemble et Gauche démocrate et républicaine votent, sauf quelques députés, pour le texte. Les membres du groupe Les Républicains s’abstiennent ou votent contre, ceux du groupe La France insoumise votent contre.
Le 11 mai, le Sénat adopte le texte, après l’avoir réécrit ainsi : « [La France] préserve l’environnement ainsi que la diversité biologique et agit contre le dérèglement climatique, dans les conditions prévues par la Charte de l’environnement de 2004. ». Le 22 juin, l’Assemblée nationale adopte une deuxième fois le texte, après l’avoir réécrit ainsi : « [La France] garantit la préservation de l’environnement et de la diversité biologique et agit contre le dérèglement climatique. ». Le 5 juillet, le Sénat adopte le texte, après l’avoir réécrit ainsi : « [La France] agit pour la préservation de l’environnement et de la diversité biologique et contre le dérèglement climatique, dans les conditions prévues par la Charte de l’environnement de 2004 ». Le lendemain, face à ces désaccords, le Gouvernement enterre le projet de loi constitutionnelle.

## La loi Climat et résilience et le littoral
La loi Climat et résilience contient plusieurs articles en lien avec la protection du littoral français dans un enjeu de protection de la biodiversité, de la limitation de l'artificialisation du littoral et du recul du trait de côte : 
Article 200 : modification du premier livre du code de l’environnement : 
L’Etat met en œuvre une stratégie nationale de protection des aires protégées. L’objectif est d’atteindre 30% du territoire national sous protection juridique. Il se base sur des données scientifiques et des concertations entre les collectifs territoriaux.
Article 230 : rôle du Conservatoire de l’espace littoral, soutenu par un nouveau conservatoire régional d’espaces naturels.
Article 237 : Modification de la section 7 du chapitre Ier du titre II du livre III du code de l'environnement :
La stratégie nationale de protection des littoraux intègre la protection du milieu en fonction de l’évolution du trait de côte et du risque qui en résulte. Elle est mise en œuvre dans le respect de la stratégie nationale des risques d’inondation.
Article 238 : Premier livre du code de l’environnement :
Création d'un conseil national pour l’aménagement, la protection et la mise en valeur de la mer et des littoraux et la gestion intégrée des zones côtières, dénommé Conseil national de la mer et des littoraux. Il est présidé par le Premier ministre. Il est composé de membres du Parlement (deux députés et deux sénateurs), d’un représentant français du Parlement européen, des représentants des collectivités territoriales des façades maritimes de métropole et d'outre-mer et, des représentants des établissements publics, des milieux socio-professionnels et de la société civile représentatifs des activités et des usages du littoral. Le conseil est consulté lors de la rédaction de textes législatifs relatifs aux littoraux. Il agit aux niveaux européen, national et interrégional.
Article 239 :  les communes impactées par le recul du trait de côte seront identifiées dans une liste fixée par décret (le code de l'environnement est complétée par un article L. 321-15).
Création d’une liste de communes qui doivent adapter leurs aménagements en fonction de l’évolution de l’érosion du littoral, du recul du trait de côte. La connaissance de ces évolutions est connue notamment par l’Indicateur national de l’érosion littorale établi par le CEREMA. Cette liste est établie par décret après la consultation des conseils municipaux des communes concernées et de l’avis du Conseil national de la mer et des littoraux (CNML) et du comité national du trait de côte (comité spécialisé du CNML). Elle est révisée tous les neuf ans et une commune peut demander à y entrer afin de modifier ses plans d’aménagements. Une première liste de 126 communes a été établie en avril 2022.
Article 240 : Protection du recul du trait de côte.
Article 241 : Proposition d’une réhabilitation pour les espaces littoraux habités qui sont victimes du recul du trait de côte. Ce sont des populations en danger, menacées par l’érosion du littoral.
Article 242 : La largeur de la bande littorale non constructible est porté à plus de 100 m, lorsque des motifs liés à la sensibilité des milieux le justifient ou lorsque la projection du recul du trait de côte à l'horizon de trente ans le justifie.
Article 243 : La construction d’ouvrages reste possible seulement s’ils visent à protéger les habitats proches des littoraux (gestion des milieux aquatiques, de prévention des risques naturels liés à la mer et d'adaptation des territoires au recul du trait de côte). Elle peut également permettre à des secteurs d’accueillir des installations et des constructions pour des projets de relocalisation, si elles se situent au-delà de la bande littorale non constructible.
Article 248 : Selon l’article 38 de la Constitution, le Gouvernement est autorisé à modifier la loi par ordonnance durant neuf mois après la promulgation de cette présente loi :
1-  De créer un nouveau bail de longue durée entre un bailleur et un preneur qui prend en compte une redevance foncière pour des installations situées dans des zones exposées au recul du trait de côte ou à des risques naturels aggravés par le changement climatique.
2-  De définir ou adapter les aménagements fonciers aux territoires exposés par le recul du trait de côte en prenant en compte l'état des ouvrages de protection et les stratégies locales de gestion du trait de côte, ainsi que, le cas échéant, les modalités de calcul des indemnités d'expropriation et les mesures d'accompagnement.
3-  De prévoir des dérogations, lorsqu’elles sont nécessaires, d'un projet de relocalisation durable des constructions situées dans les zones d'exposition au recul du trait de côte.
Ces articles sont issus de la Loi portant lutte contre le dérèglement climatique et renforcement de la résilience face à ses effets, du Gouvernement.

## La loi Climat et résilience et la forêt
La loi introduit certains principes et modifie de manière significative le code forestier. La gestion durable et multifonctionnelle est réaffirmée,. 
Pour obtenir une durabilité dans la gestion forestière :
- la qualité des sols forestiers est à préserver[22] ;
- la forêt doit jouer un rôle de puits de carbone[22] contribuant par stockage à la neutralité carbone à l’horizon 2050[23] ; les pratiques sylvicoles attribuant des crédits carbone via le label « bas-carbone » sont encouragées[24] ;
- la résilience des forêts est à renforcer notamment dans le Programme national de la forêt et du bois (PNFB)[21] et à favoriser par la mobilisation des techniques sylvicoles suivantes[23] :
  - la diversification des essences ;
  - la migration assistée ;
  - la régénération naturelle.

Concernant la politique forestière :
- si elle reste une prérogative de l’État, celui-ci doit agir en concertation avec les parties prenantes[23] ;

- les risques et crises sont à anticiper par la recherche et le transfert des connaissances[23] ;
- l’utilisation de bois d’œuvre (BO) est à promouvoir :
  - notamment celui de feuillus[23] ;
  - et la transformation industrielle du BO en Union européenne (UE) est à favoriser afin d’y optimiser le stockage de carbone[23],[24] ;
- le PNFB doit être évalué à mi-parcours (en 2022) pour l’adapter au regard des dernières recommandations pour l'adaptation des forêts au changement climatique (feuille de route de décembre 2020[25]) et données de l’inventaire forestier national[26] ;
- une carte professionnelle est exigée des négociants en bois travaillant dans l’UE, attestant de leurs connaissances en traitement sanitaire des bois et en bilan carbone de leur activité[27] ;
- pour lutter contre la déforestation importée, les grandes entreprises agricoles et forestières seront soumises à un devoir de vigilance à compter de 2024. Elles doivent élaborer un plan comportant en particulier des mesures  raisonnables propres à identifier les risques et à prévenir la déforestation associée à la production et au transport vers la France de biens et de services importés[28].

## La loi Climat et résilience et le diagnostic de performance énergétique
La loi Climat et Résilience a renforcé le rôle du diagnostic de performance énergétique (DPE) dans la politique énergétique française. Elle a notamment inscrit dans le Code de la construction et de l'habitation (CCH) la classification énergétique des bâtiments de A à G, en fonction de leur performance énergétique et de leurs émissions de gaz à effet de serre.
En mai 2025, un rapport de la Cour de comptes reproche au gouvernement Castex, sans le nommer, d’avoir réformé le diagnostic de performance énergétique (DPE) en 2021, en augmentant son importance et en l’adossant à une interdiction de louer- sans prendre la mesure des conséquences de telles décisions. Selon le rapport « aucune étude d’impact globale préalable n’a été réalisée par l’administration sur les effets de la réforme de la transformation législative du DPE en 2021 ». Le rapport, reprenant une étude de Se Loger, avance qu’entre mi-2021 et mi-2023, le stock de biens à louer aurait baissé de 22 % pour les logements classés de A à D (les mieux notés), et diminuait de 33 % pour les logements classés F et G. Ces retraits du marché de la location ont aggravé pour les Français la recherche déjà difficile de biens à louer.

## Reprises des propositions de la Convention
Selon le Gouvernement, sur les 149 mesures, seules 3 sont écartées. Les autres sont mises en œuvre, dont 48 dans la loi Climat et Résilience, 1 par le projet de loi conditionnelle, 48 par le plan de relance économique de la France de 2020-2022.
D'autres décomptes ont été faits, et, par exemple, selon le site sansfiltre.les150.fr, le nombre de mesures abandonnées est de 42, et celui de mesures en danger est de 24,.

## Réactions
L'opposition au Sénat est contre le référendum constitutionnel, qualifiant l'apport de cosmétique, arguant que la charte de l'environnement est incluse dans le bloc de constitutionnalité. Dans le cadre de l'examen de ce projet constitutionnel, le Sénat a auditionné des citoyens de la Convention citoyenne pour le climat.
Le Haut Conseil pour le climat (HCC) publie son avis le 23 février 2021 : il considère que le projet de loi manque de « vision stratégique » et qu'il faut intégrer l'approche stratégique de la Stratégie nationale bas carbone (SNBC) dans le projet de loi, en le complétant par de nouvelles mesures, en particulier la définition d'une trajectoire d'obligation de rénovation des bâtiments « cohérente avec la SNBC » et s'échelonnant jusqu'à 2050, obligation qui devrait être étendue à l'ensemble des bâtiments tertiaires, y compris les surfaces de moins de 1 000 m2. L'avis du HCC souligne que de nombreuses mesures du texte prévoient des « délais allongés » de mise en œuvre (échéances à 2024, 2025, 2030…), délais « manifestement incompatibles » avec le rythme attendu de l'action contre le changement climatique. Le HCC critique également les périmètres d'application « restreints » de plusieurs mesures qui couvrent, selon lui, une part insuffisante des activités émettrices de gaz à effet de serre ; par exemple, la régulation de la publicité porte sur les énergies fossiles « et non plus largement sur un ensemble de biens et services manifestement incompatibles avec la transition ». Selon le HCC, seules quatre mesures du texte permettront d'économiser plus d'un million de tonnes d'équivalent CO2 d'ici à la fin de la décennie : l'extension des zones à faible émission, de la taxe sur les engrais azotés, de l'interdiction de louer des passoires thermiques et de la lutte contre l'artificialisation des sols.
Certains députés, comme Matthieu Orphelin, rapportent que les discussions parlementaires étaient marquées par un manque de débat, la majorité législative LREM n'adoptant que peu d'amendements, ne s'écartant que peu du projet de loi initial et n'écoutant pas les propositions de l'opposition.
Selon la Fédération nationale des associations d'usagers des transports, le projet de loi en préparation mise trop sur les voitures « propres », et pas assez sur les alternatives à la voiture[source secondaire souhaitée]. Aucun article du projet de loi ne traite de la bicyclette et plus de 85 % de la centaine d’amendements déposés sur le sujet en commission ont été déclarés irrecevables.
Des organisations appellent à manifester le 28 mars 2021, la veille de l'examen de la loi, afin de renforcer son ambition. L’association « Les 150 » propose de signer un serment d'engagement pour le climat, clin d’œil au serment du Jeu de paume et appelle à la manifestation. Ce sentiment - fondé ou non - de manque d'ambition vis à vis de la question climatique et des propositions de la convention citoyenne a eu pour conséquence la saisie du conseil constitutionnel par une partie des élus de gauche le 27 juillet 2021. Recours rejeté le 13 août 2021,.

### Vidéographie
- « Intervention sur l'amendement créant un comité régional de l’énergie placé auprès du président du conseil régional et du préfet de région - Vidéo Dailymotion », sur Dailymotion, 9 avril 2021 (consulté le 19 décembre 2022)